# Кэмпбелл (город, Миннесота)
Кэмпбелл (англ. Campbell) — город в округе Уилкин, штат Миннесота, США. На площади 0,6 км² (0,6 км² — суша, водоёмов нет), согласно переписи 2002 года, проживают 241 человек. Плотность населения составляет 393,8 чел./км².
- Телефонный код города — 218
- Почтовый индекс — 56522
- FIPS-код города — 27-09496[1]
- GNIS-идентификатор — 0640846[2]